# Jensenobotrya lossowiana
Jensenobotrya lossowiana är en isörtsväxtart som beskrevs av Herre. Jensenobotrya lossowiana ingår i släktet Jensenobotrya och familjen isörtsväxter. Inga underarter finns listade i Catalogue of Life.

## Bildgalleri

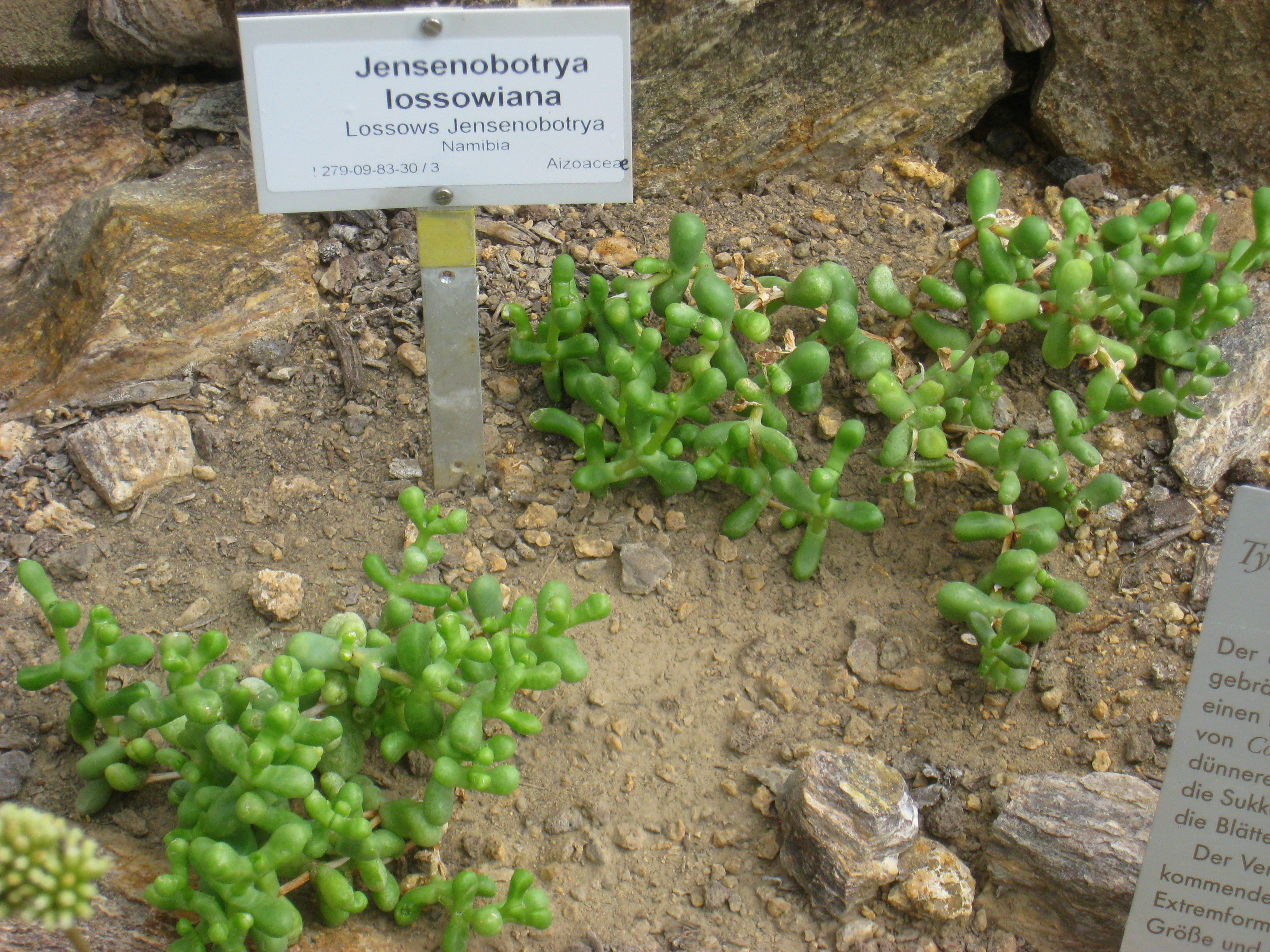
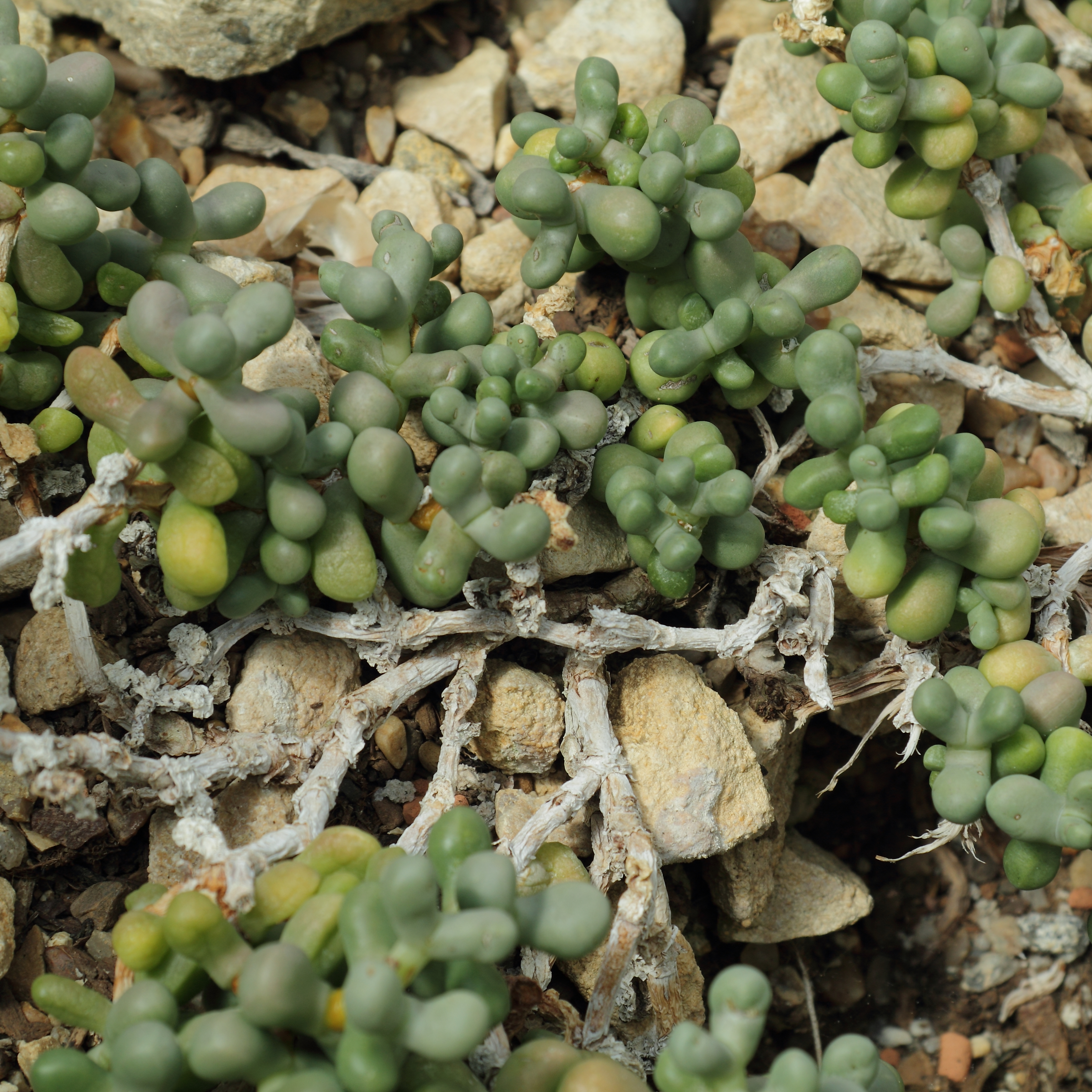
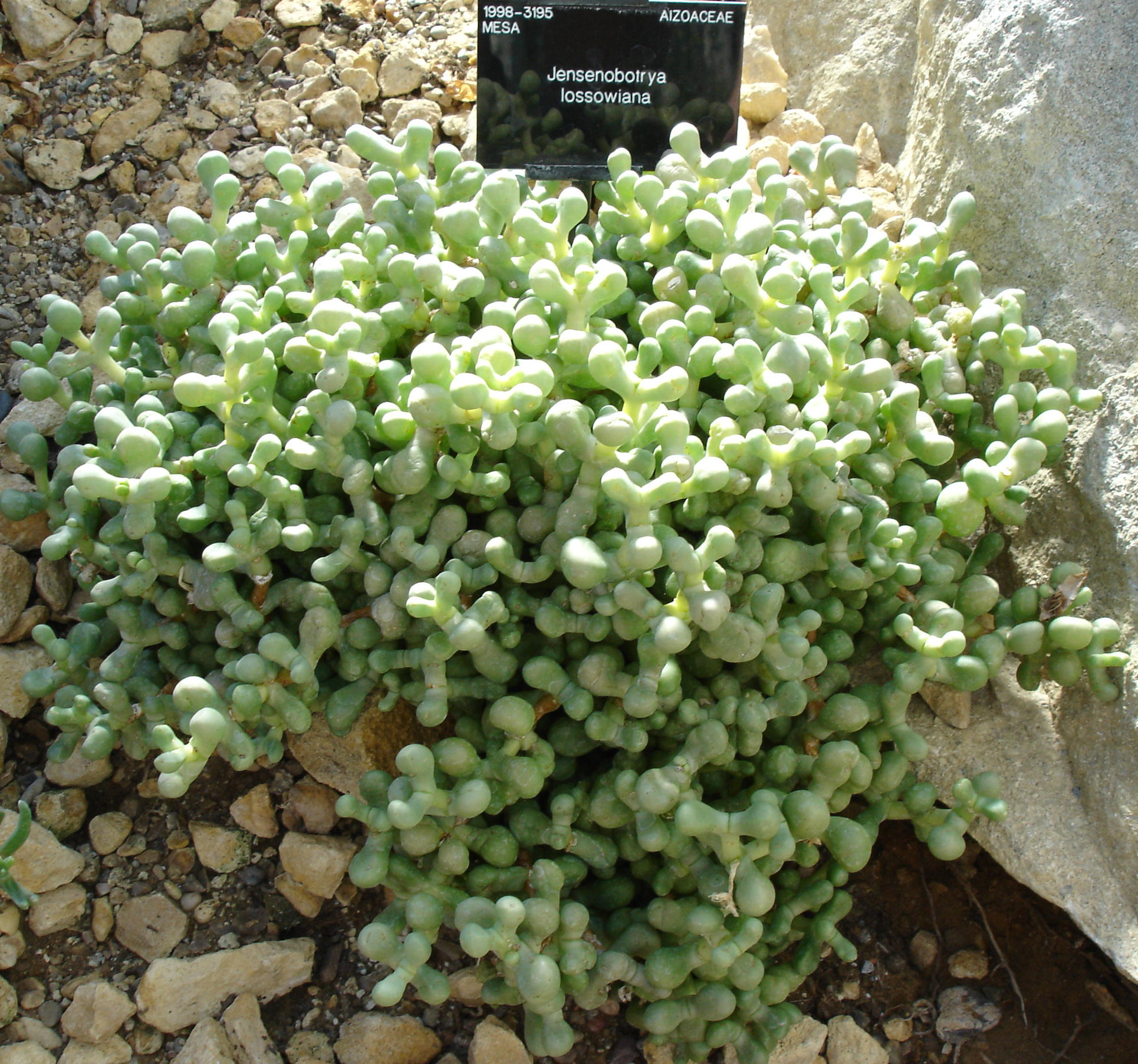